# Смърт край Нил
„Смърт край Нил“ (на английски: Death on the Nile) е книга на английската писателка Агата Кристи, издадена за първи път през 1937 г. във Великобритания. Книгата е от поредицата с Еркюл Поаро. Действието се развива в Египет, главно по река Нил.

## Престъплението
На следващия ден откриват Линет застреляна в главата. Рейс взима ситуацията под контрол и моли Поаро да му помага в разследването. Има няколко инкриминиращи улики – например „Ж“ написано с кръв на стената над главата на Линет. Мис Бауърс, обаче, уверява Поаро, че Жаклин е била през цялото време в каютата си, под влиянието на успокоителни хапчета. Доктор Беснер обяснява, че Линет не е можела да напише нищо, тъй като пистолетът я е убил моментално. Раната на Саймън е толкова сериозна, че не му е позволявала да се движи, дори и да е искал. 
 Рейс и Поаро решават, че Линет има някой враг измежду пътниците, който се е възползвал от сцената в салона. Непознатият е откраднал пистолета след като всички са напуснали, застрелва Линет и оставя улика, която да уличи Жаклин. Поаро забелязва, че перлената огърлица на Линет липсва от стаята ѝ. 
 Когато го разпитват, Саймън разкрива, че бащата на Линет се е оженил за момиче, на име Ана Харц, дъщерята на мултимилионера Леополд Харц. Риджуей е съсипал финансово няколко души, в стремежа си да натрупа богатство. Измежду пътниците има някой, чийто баща е един от тези, изгубили всичко. 
 След това Поаро разпитва пасажерите. Няколко от тях са чули звук, който описват като отваряне на шампанско. Други са чули шум от цопване малко след полунощ. Мис ван Шойлер твърди, че е погледнала през прозореца и е видяла Розали Отърбърн на перилата, да хвърля нещо в морето. Розали отрича да е напускала каютата си. Малко след това, оръжието на убийството е открито в Нил – пистолетът на Жаклин, увит в липсващия шал на мис ван Шойлер. Според Поаро това няма никакъв смисъл. Ако някой е искал да уличи Жаклин, е било по-логично да остави пистолета на местопрестъплението. 
 Прислужницата на Линет -Луис Бурже е разпитана в каютата на доктор Беснер, докато той самият се грижи за Саймън. Тя заявява, че не е видяла нищо в нощта на убийството, но би могла да види, „ако“ беше напуснала каютата си. Луис разкрива, че предшественицата ѝ Мари е искала да се омъжи за инженер на кораб, на име Флийтууд, но Линет открила, че е женен с три деца, и настояла Мари да прекъсне връзката. Флитууд се заканил, че ще убие Линет. 
 Жаклин моли Поаро да я пусне за малко при Саймън за да му се извини. Въпреки всичко, което се е случило, тя все още е много влюбена в него. Поаро ги оставя сами. 
 Когато Рейс обявява, че каютите ще бъдат претърсени за липсващите перли, мис Бауърс им ги връща, признавайки, че мис ван Шойлер ги е взела, тъй като е клептоманка. Поаро изследва огърлицата и открива, че е фалшива, което значи, че истинските перли са откраднати по-рано. 
 Поаро разбира, че Саломе Отърнърн е алкохоличка и това, което Розали е хвърлила зад борда са тайните запаси от алкохол на майка ѝ. Розали признава това, но твърдо настоява, че не е видяла никой да напуска каютата на Линет в нощта на убийството. 
 Луис е намерена мъртва в каютата си, намушкана до смърт. Тя стискала част от банкнота с висока стойност. Рейс и Поаро заключават, че тя трябва да е видяла убиеца да напуска кабината на Линет и се е опитала да го изнуди. Тъй като оръжието на убийството липсва, раната на Луис е могла да бъде причинена от тънко острие, подобно на скалпел. Доктор Беснер се сепва при предположението, че един от инструментите му е бил използван за извършване на убийството. 
 Поаро и Рейс влизат в каютата на Беснер за да кажат на него и Саймън какво се е случило. Саломе Озбърн влиза и заявява, че знае кой е убил Линет и Луис, защото е видяла човека да влиза и излиза от каютата на Луис. Саймън ѝ изкрещява веднага да каже. Но преди да успее да разкаже историята, е произведен изстрел отвън, който я уцелва. Преди Поаро и Рейс да успеят да реагират, стрелецът изчезва, изпускайки пистолет, който Поаро разпознава като пистолета на Андрю Пенингтън. 
 След като използва малките сиви клетки, Поаро обявява, че е решил случая; според него най-важните улики са:
- Фактът, че Поаро пие само вино по време на вечеря, докато двамата му обичайни сътрапезници, сем. Алертън, пият нещо друго.
- Две шишенца лак за нокти в каютата на Линет, едната с етикет „Кардинал“ (много тъмно червено), а другото с етикет „Роуз“ (светло розово), но съдържанието и на двете било с червен цвят.
- Фактът, че пистолетът на Жаклин бил хвърлен зад борда и
- Обстоятелствата покрай смъртта на Луис и Мисис Отърбърн.

## Решението на загадката
Преди да обясни как е било извършено престъплението, Поаро решава да изясни някои по-малки мистерии, като задава въпроси на някои от пасажерите:
- Андрю Пенингтън признава, че е спекулирал нелегално с авоарите на Линет; той се е надявал да възстанови средствата преди тя да навърши пълнолетие, но заради брака си тя получава пълен контрол над имуществото. Научавайки за брака ѝ, Пенингтън се запътва към Египет, за да се опита да накара Линет да подпише документи, чрез които да не бъде подвеждан под отговорност; той се отказва от плана си, когато открива, че Линет е интелигентна жена, която чете всичко, преди да подпише; в отчаянието си, той се опитва да я убие като блъска част от скалата върху нея, но се кълне че не я е застрелвал.
- Фанторп разкрива, че е упълномощен от адвоката на Линет да я проследи до Египет, за да шпионира Пенингтън
- Оказва се, че Тим Алъртън е крадец на бижута, работещ заедно с братовчед си. Тим откраднал перлите от каютата на Линет и ги заменил с фалшиви, но и той се кълне, че не я е убивал; той не знае дали Линет е била вече мъртва, когато е влязъл; Розали разкрива, че е видяла Тим да влиза и да излиза от каютата на Линет, но тъй като е влюбена в него, се опитва да го предпази; Поаро оневинява Тим за убийството и се съгласява да не съобщава за кражбата на полицията; Тим обещава да се поправи и моли Розали да се ожени за него, за радост на майка му.
- След като Рейс чува за телеграма, която получава Рикети, в която е използван код, който Рейс разпознава, той разбира, че Рикети е престъпникът, който преследва.

Най-накрая Поаро обяснява пред Рейс, мис Робсън и доктор Беснер как и кой е извършил убийството. Първоначалната им идея, че убиецът се е възползвам от разправията в салона е била погрешна; всъщност убийството е планирано месеци преди това – от Жаклин и Саймън. 
 Преди убийството, един от двамата слага упойващо вещество в бутилката вино на Поаро. 
 Жаклин използва Корнелия Робсън за свидетел и се преструва, че застрелва Саймън в крака. В действителност, тя пропуска целта, а Саймън разлива червено мастило (което е сложил в шишенцето за лак за нокти) върху крака си, за да изглежда все едно е ранен. Докато Корнелия излиза заедно с Фанторп и Жаклин и отива да повика доктора, Саймън напуска салона. Той взима пистолета, изтичва до каютата на Линет, по дясната част на кораба, докато останалите са в лявата. Саймън застрелва Линет и написва „Ж“ на стената с кръв, връща се в салона и се застрелва в крака. Той използва шала на мис ван Шойлер за заглушител. Слага два куршума в пистолета, за да изглезда, че е стреляно само веднъж, увива го в шала и го хвърля през прозореца в Нил. Доктор Беснер го преглежда и установява, че е зле ранен и не може да се движи, давайки му перфектното алиби. 
 За нещастие, Луис вижда Саймън да влиза и излиза от каютата на Линет. Тя се опитва да го изнуди. Саймън го казва на Жаклин, докато Поаро ги е оставил насаме. Жаклин открадва скалпел от доктора и влиза в каютата на Луис под претекст, че ще ѝ даде парите и я пробожда. От своя страна, Мисис Отърбърн вижда Жаклин да влиза в каютата на прислужницата. Мисис Отърбърн изтичва да съобщи на Поаро какво е видяла. Саймън, извиква на Мисис Отърбърн достатъчно силно за да може Жаклин да чуе, че планът им е изложен на риск. Жаклин бързо изтичва до съседната каюта на Пенингтън, взима пистолета му и застрелва Мисис Отърбърн. 
 Поаро обяснява, че подозренията му се повяили, когато Луис говорила хипотетично, казвайки, че ако била излязла навън е щяла да види убиеца. Детективът заключава, че единствената причина да се изрази така, е че убиецът е в каютата и тя се е надявала да спечели пари чрез изнудване. Освен Поаро и Рейс, единствените други хора в каютата били доктор Беснер и Саймън. Тъй като е можела да говори с Беснер по всяко време, той стига до извода, че тя трябва да е говорила на Саймън, тъй като той е под наблюдение и не се знае дали е щяла да може да говори отново пред него. 
 Подозренията на Поаро назрели и от факта, че шалът на Мис ван Шойлер има, дупка, което значело, че е използван за да се заглуши изстрел. Това било странно, защото около раната на Линет имало обгаряне, което значи, че пистолетът е държан непосредствено до главата. Тъй като има свидетели, които твърдят, че при застрелването на Саймън не е имало шал, значи трябва да е бил произведен трети изстрел, за който никой нищо не знае. 
 Упояването на Поаро също говори за преднамереност, а не за импулсивно убийство. 
 Накрая Саймън и Жаклин признават. Жаклин казва, че винаги са се обичали със Саймън и него никога не го е било грижа за Линет. Всичко е било театър, за да може Саймън да наследи парите ѝ. След период на траур, Саймън и Жаклин са щели да се сдобрят и оженят. Жаклин казва, че идеята за убийството е на Саймън, но че тя го е планирала, тъй като Саймън не е достатъчно умен да го направи сам. Преди това той се е опитал няколко пъти да открадне пари от работодателите си, но е бил хванат и уволнен. Жаклин била човек на идеите, а Саймън – на действията. Заедно, те планирали почти перфектното убийство. Жаклин твърди, че Линет наистина се опитала да открадне Саймън от нея, така че не съжалява за плана, въпреки че се радва, че не тя е трябвало да дръпне спусъка. 
 Докато пътниците слизат от кораба, Жаклин разкрива, че има втори пистолет, който е скрила в каютата на Розали Отърборн, докато са претърсвали кораба. Тя застрелва Саймън и себе си, за да се спаси от по-ужасна и унизителна смърт. Поаро признава, че е знаел за втория пистолет, и е искал да даде шанс на Жаклин да избере по-хуманния изход. 
 В добавка на Тим и Розали, се оказва, че има и втора неочаквана връзка: Корнелия Робсън приема предложението на доктор Беснер, пред изумения Фъргюсън, който я е ухажвал, по неговия си непохватен начин, по време на цялото пътуване. Става ясно също и че Фъргюсън е псевдоним, и че всъщност той е аристократ, който е започнал да се интересува от комунизъм, докато е учил в Оксфорд.

## Връзки с други творби
- В глава 12, мис ван Шойлер споменава на Поаро, че имат общ познат, г-н Руфъс ван Алдин, който е познат от Мистерията в синия експрес.
- Във втората част, глава 21, Поаро споменава, че е открил червено кимоно в багажа си. Прави се връзка с Убийство в Ориент Експрес.
- Когато Поаро среща Рейс, Кристи пише: Еркюл Поаро се бе срещнал с полковник Рейс една година по-рано в Лондон. Те били гости на много странна вечеря – вечеря, която завършила със смъртта на странен мъж, техния домакин.” Става дума за Карти на масата.

## Адаптации

### Смърт край Нил
Агата Кристи адаптира романа за пиеса, чиято премиера е на 17 януари 1944 г. под името Скрит хоризонт, през 1946 г. започва да се играе в Уест Енд под името Убийство край Нил, и на Бродуей по-късно същата година под същото име.

### Крафт Телевижън Тиътър
Телевизионна версия на живо на романа под името Убийство край Нил е представена на 12 юли 1950 г. в Америка като едночасова пиеса, част от поредицата Крафт Телевижън Тиътър. Участват Гай Спол и Патриша Уийл.

### Смърт край Нил 1978 г.
Романът е адаптиран в изключително успешен филм, излъчен през 1978 г., с участието на Питър Устинов за първото му от шестте появявания в ролята на Поаро. Участват още плеяда от звезди като: Бети Дейвис (Мисис ван Шойлер), Мия Фароу (Жаклин дьо Белфор), Маги Смит (Мис Бауърс), Луис Чилс (Линет Дойл), Саймън МакКоркиндейл (Саймън Дойл), Джон Финч (Фъргюсън), Оливия Хъси (Розали Отърборн), Анджела Лансбъри (Мисис Отърборн), Джейн Бъркин (Луис), Джордж Кенеди (Пенингтън), Джак Уордън (Беснер), Дейвид Нивън (полковник Рейс). Направени са леки промени: премахване на някои от героите – Корнелия Робсън, Рикети, Алъртън, Фанторп. Романтичният интерес, който проявява Тим Алертън в романа, във филма е прехвърлен на Фъргюсън.

### Радио 4 на Би Би Си
Романът е адапиран като поредица от пет части за радио 4 на Би Би Си през 1997 г. С ролята на Поаро се нагърбва Джон Мофат. Поредицата се излъчва веднъж на седмица – от четвъртък 2 януари до четвъртък 30 януари.

### Случаите на Поаро
Смърт край Нил, телевизионна адаптация, излъчена 2004 г., като част от поредицата „Случаите на Поаро“, с участието на Дейвид Сушей. Тази версия остава вярна на романа. Все пак има някои различия: някои от героите са изпуснати, като Мис Бауърс, Фанторп и Рикети; значително различие има накрая на романса между Тим и Розали: вместо да завърши с щастлива любов, Тим внимателно отказва на Розали и има намек за това, че или Тим е хомосексуален или има връзка с жената, която може и да е, а може и да не е неговата майка. Друга разлика: тялото на Луис Бурже е открито в гардероба, а не под леглото ѝ. 
 Кастът включва: Емили Блънт (Линет), Джей Джей Фийлд (Саймън), Емма Грифитс Малин (Жаклин), Джеймс Фокс (полковник Рейс), Франсис де ла Тур (Мадам Отърбърн), Зо Телфърд (Розали Отърбърн) и Дейвид Соул (Пенингтън).

### Компютърни игри
Смърт край Нил се превръща в компютърна игра тип „скрити предмети“. Играчът е в ролята на Поаро в търсене на улики и разпитване на заподозрените на основата на информацията, която открива.

### Графичен роман
Смърт край Нил е адаптиран за графична новела през 2007 г. от Франсоа Ривие.

## Международни заглавия
- арабски: جريمة في وادي النيل (Смърт край Нил)
- китайски: 尼罗河上的惨案 (Трагедия по Нил)
- чешки: Smrt na Nilu (Смърт край Нил)
- хърватски: Smrt na Nilu Смърт край Нил)
- датски: Døden på Nilen (Смърт край Нил)
- нидерландски: Moord op de Nijl (Смърт край Нил)
- естонски: Surm Niilusel (Смърт край Нил)
- фински: "Kuolema Niilillä" (Смърт край Нил)
- френски: Mort sur le Nil (Смърт край Нил)
- немски: Der Tod auf dem Nil (Смърт край Нил)
- гръцки: Έγκλημα στο Νείλο (Престъпление по Нил)
- унгарски: Poirot kéjutazáson (Поаро на приятно пътешествие), Halál a Níluson (Смърт край Нил)
- индонезийски: Pembunuhan di Sungai Nil (Смърт край Нил)
- италиански: Poirot sul Nilo (Смърт край Нил)
- японски: ナイルに死す (Смърт край Нил)
- норвежки: "Hun fulgte etter" (Тя ги преследва), по-късно преименувано на "Mord på Nilen" (Смърт край Нил)
- полски: Śmierć na Nilu (Смърт край Нил)
- португалски: Morte no Nilo (Смърт край Нил)
- румънски: Moarte pe Nil (Смърт край Нил)
- руски: "Убийство на пароходе <<Карнак>>" (Убийство на кораба Карнак), „Смерть на Ниле“ (Смърт край Нил)
- сръбски: Смрт на Нилу (Смърт край Нил)
- испански: Muerte en el Nilo (Смърт край Нил) и Poirot en Egipto (Поаро в Египет)
- шведски: Döden på Nilen (Смърт край Нил)
- тайландски: ฆาตกรรมแม่น้ำไนล์ (Смърт край Нил)
- турски: Nil'de Ölüm  (Смърт край Нил)